# 1593 Fagnes
1593 Fagnes è un asteroide areosecante. Scoperto nel 1951, presenta un'orbita caratterizzata da un semiasse maggiore pari a 2,2246950 UA e da un'eccentricità di 0,2810900, inclinata di 9,97618° rispetto all'eclittica.
L'asteroide prende il nome dall'altopiano delle Hautes Fagnes, il più grande parco nazionale del Belgio.